# Мор, Стефан
Стефан Мор (нем. Stefan Mohr; 22 октября 1967, Франкфурт-на-Майне) — немецкий шахматист, гроссмейстер (1989).

## Шахматная карьера
В составе национальной сборной участник следующих соревнований:
- 12-й Кубок Митропы[нем.] (1988) в г. Аосте. Команда ФРГ заняла 2-е место.
- 9-й командный чемпионат Европы (1989) в г. Хайфе. Команда ФРГ заняла 3-е место.

Участник двух Кубков европейских клубов: в составе клуба «Schachgesellschaft Solingen» (1992, команда дошла по полуфинала) и составе клуба «Turm Duisburg» (1994).
Лучшие результаты в международных соревнованиях: Женева (1987) — 3—7-е; Цюрих (1987 и 1989) — 1—3-е и 1—2-е; Канны (1988) — 3—4-е; Будапешт (май и октябрь 1988) — 1-е и 3—4-е; Шёнекк (1989) — 1-е места.
В декабре 1989 принял участие в отборочных соревнованиях Кубка мира 1991/1992, проводившегося Ассоциацией гроссмейстеров (GMA).

## Изменения рейтинга
| Графики недоступны из-за технических проблем. См. информацию на Фабрикаторе и на mediawiki.org. |